# Karl Parey
Georg Ernst Karl (Carl) Parey (* 28. Januar 1830 in Neuhaldensleben; † 15. September 1902 in Jena) war ein preußischer Verwaltungsjurist, Rechtsanwalt und Mitglied des Reichstags des Deutschen Kaiserreichs.

## Leben
Parey besuchte das Gymnasium in Halberstadt und studierte Rechtswissenschaft in Heidelberg und Berlin. Von 1861 bis 1870 war er Landrat des Kreis Marienburg i. Westpr. in der Provinz Preußen. Von 1870 bis 1877 war er Regierungsrat bzw. Oberregierungsrat in Breslau und Magdeburg. Anschließend war er von 1877 bis 1884 Oberregierungsrat in Köslin. Nach seiner Pensionierung 1884 war er als Rechtsanwalt in Berlin und Neuhaldensleben tätig.
Von 1887 bis 1890 war er Reichstagsabgeordneter für den Wahlkreis Magdeburg 5 (Neuhaldensleben, Wolmirstedt) und die Nationalliberale Partei.
1889 war Parey Königlicher Verwaltungsgerichtsdirektor.

## Werke (Auswahl)
- Der Kreis Marienburg. Danzig 1864.
- Meinhard von Querfurt, der Erbauer der Deiche in den Weichsel-Nogat-Niederungen. In: Neue Preußische Provinzial-Blätter. Vierte Folge. Band 7. Königsberg 1870, S. 487–501; Textarchiv – Internet Archive.
- Das Deichbuch. Danzig, 1871.